# 레븐 AFC
레븐 AFC(영어: Levin Association Football Club)는 뉴질랜드 북섬 마너와투왕거누이 지방에 연고를 둔 축구단이다.
구단은 2020년에 센트럴 페더레이션 리그에 공식적으로 가입했다
레븐 AFC는 1970년부터 채텀 컵에 참여했으며 1986년과 1989년 에 두 번 4라운드에 진출했다.
레븐은 1976년에 센트럴 리그에 참가했고 나중에 1991년에 3부 리그에서 우승을 차지했다 클럽은 1997년에 센트럴 리그에서 마지막으로 경기했다.